# Герб Срібного
Герб Срібного — геральдичний символ міста Срібного Срібнянського району Чернігівської області (Україна). 
Наразі місто не має герба.

## Історія
У XVII-XVIII ст. місто мало статус ратушного містечка і вживало свій герб. Геральдичною реформою кінця XVIII ст. герб містечка не отримав підтвердження.

Герб Срібного 1724 (реконструкція)
Міська печатка Срібного, якою користувалися в діловодстві і срібнянські сотники
Герб радянської доби

Герб Срібного композицією схожий на шляхетський герб Змьонські.